# Jairson
Pour l’article ayant un titre homophone, voir Gerson.
Jairson Fernandes da Costa Semedo  est un footballeur international santoméen né le 21 février 1977.

## Carrière
- 1997-1998 : Beneditense CD  Portugal
- 1998-1999 : Beneditense CD  Portugal
- 1999-2000 : Vitoria Guimarães  Portugal
- 2000-2001 : FC Felgueiras  Portugal
- 2001-2002 : Deportivo Chaves  Portugal
- 2002-2003 : Caçadores Taipas  Portugal
- 2003-2004 : Caçadores Taipas  Portugal
- 2004-2005 : Academico Viseu  Portugal
- 2005-2006 : FC Barreirense  Portugal
- 2006-2007 : FC Maia  Portugal
- 2006-2007 : Imortal DC  Portugal
- 2007-2008 : Deportivo Chaves  Portugal